# Hypolycaena palpatoris
Hypolycaena palpatoris är en fjärilsart som beskrevs av Hans Fruhstorfer 1914. Hypolycaena palpatoris ingår i släktet Hypolycaena och familjen juvelvingar. Inga underarter finns listade i Catalogue of Life.